# FK Pěnčín
Fotbalový klub Pěnčín byl český fotbalový klub z Pěnčína v Libereckém kraji. Pěnčín hrával před zánikem v Krajském přeboru. Zanikl v roce 2004 sloučením do FK Turnov.

## Historické názvy
Zdroj: 
- 199? – FK Pěnčín (Fotbalový klub Pěnčín)
- 2004 – fúze s FK Turnov ⇒ zánik